# Mikimoto Pearl Island

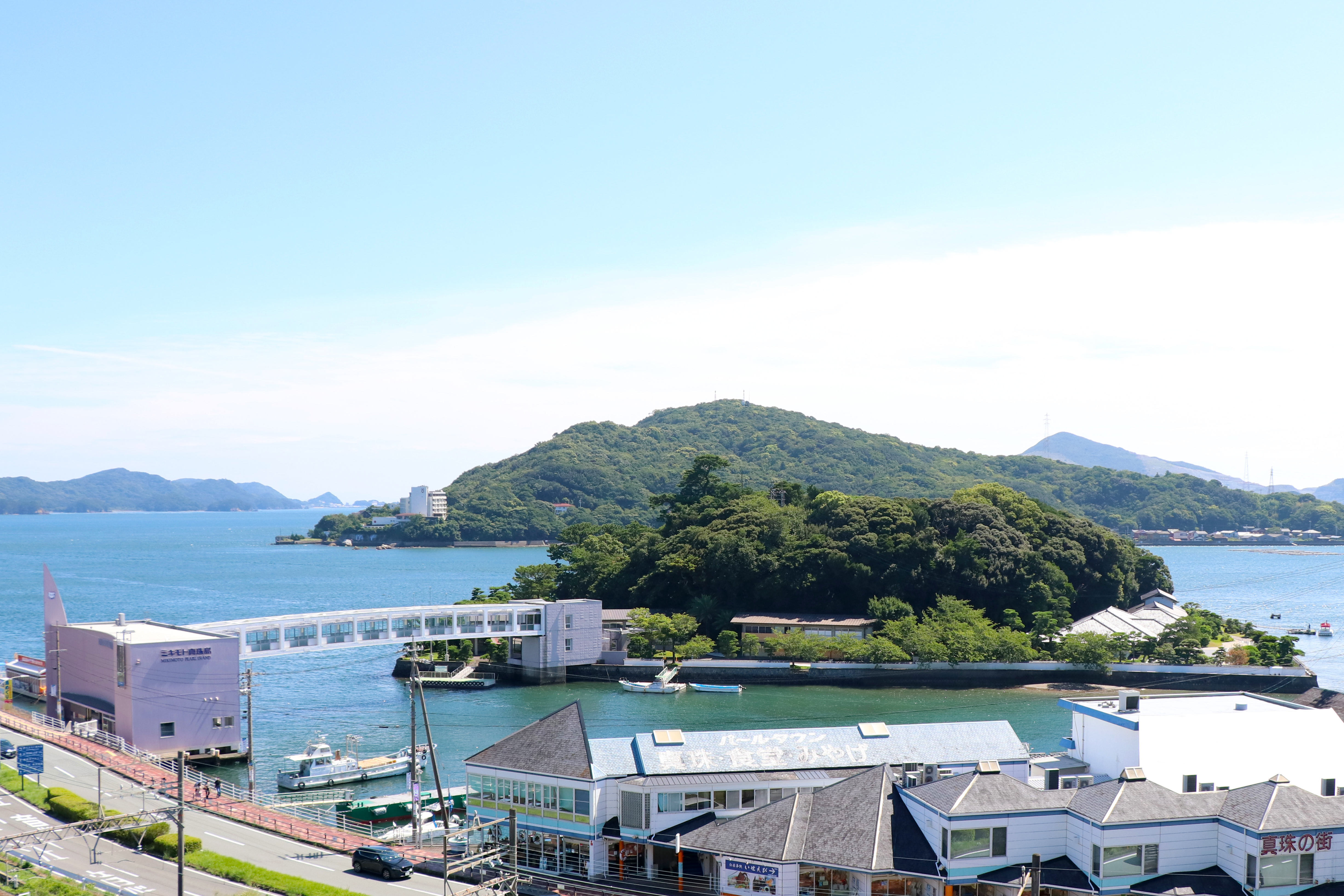
Mikimoto Pearl Island 2021

Mikimoto Pearl Island (japanisch ミキモト真珠島, Mikimoto-Shinju-Jima) ist eine kleine Insel in der Ise-Bucht, Teil der Stadt Toba in der Präfektur Mie. Sie ist der Perlenzucht gewidmet und beherbergt das weltweit erste Perlenmuseum. Die Insel gehört dem bekannten Perlenzucht-Unternehmen Mikimoto.

## Geschichte

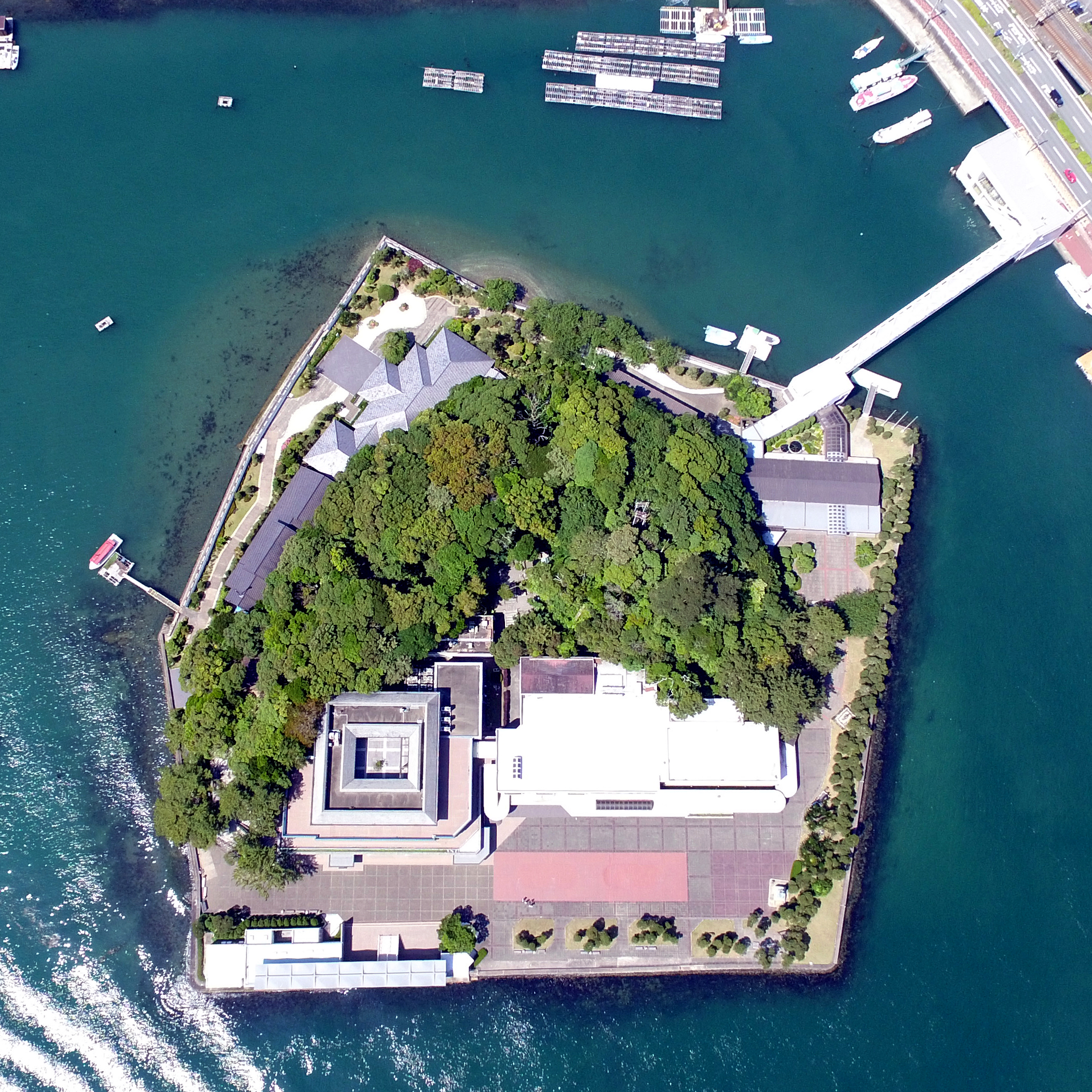
Mikimoto Pearl Island von oben 2020

Das Gebiet um die historische Provinz Shima war lange berühmt für seine Perlen, jedoch sank der Bestand an Perlen produzierenden Akoya Austern wegen Überfischung im 19. Jahrhundert drastisch. Kokichi Mikimoto (1858–1954) aus Toba erkannte den Wert der Austern und beschloss, sie zu züchten. Er experimentierte eine Zeitlang, um künstlich Perlen im Innern der Austern wachsen zu lassen, und konnte 1883 die weltweit erste Zuchtperle präsentieren. Sein Wissen ließ er sich patentieren. Anschließend baute er in der Ise-Bucht die Perlenzucht systematisch auf. Dafür kaufte er 1929 die Insel Oshima und nannte sie nach 1951 Mikimoto Pearl Island. Mit der Namensänderung begann er, die Insel für Besucher zugänglich zu machen und touristisch auszubauen. 1962 wurde das Perlenmuseum gegründet und 1970 eine Brücke zum Festland gebaut. Im Jahre 1985 renovierte man das Museum. Heute gehört die Insel der Mikimoto Pearl Museum Co., Ltd. (株式会社ミキモト真珠島, Kabushiki-Gaisha-Mikimoto-Shinju-Jima).

## Beschreibung
Interessierte Besucher können die Museums-Insel mit einer Fähre erreichen. Der Eintritt beträgt 1650 Yen bzw. mit dem elektronischen Ticket 1350 Yen für Erwachsene (Stand 2022). Mikimoto Pearl Island besteht aus dem Perlenmuseum, einer Aussichtsplattform, der Mikimoto Memorial Hall und einem Gebäude mit einem Souvenirgeschäft, dem Pearl Plaza, und dem Restaurant Awako, das eine Kapazität für 180 Gäste hat.

### Perlenmuseum
Das Museum besteht aus zwei Stockwerken. Im Erdgeschoss wird die Perlenzucht erklärt. Die Dokumentation reicht von einer Darstellung des Prozesses der Perlengewinnung mithilfe der kleinen kornartigen Transplanten, die einer Auster eingepflanzt werden, damit sie eine Perle produziert, über die unterschiedlichen Austernarten bis hin zur Ernte der Perlen und ihrer anschließenden Sortierung. Auch der Anteil der Ama (海女 Perltaucherinnen) an der Perlenzucht wird im Museum dokumentiert.
Im zweiten Stock sind mit Perlen verzierte Kunstschätze und historische Perlenschmuckstücke aus aller Welt ausgestellt, unter den Exponaten befinden sich auch perlenverzierte Kronen.
Alle Erklärungen im Museum werden in japanischer und englischer Sprache gegeben.

### Aussichtsplattform

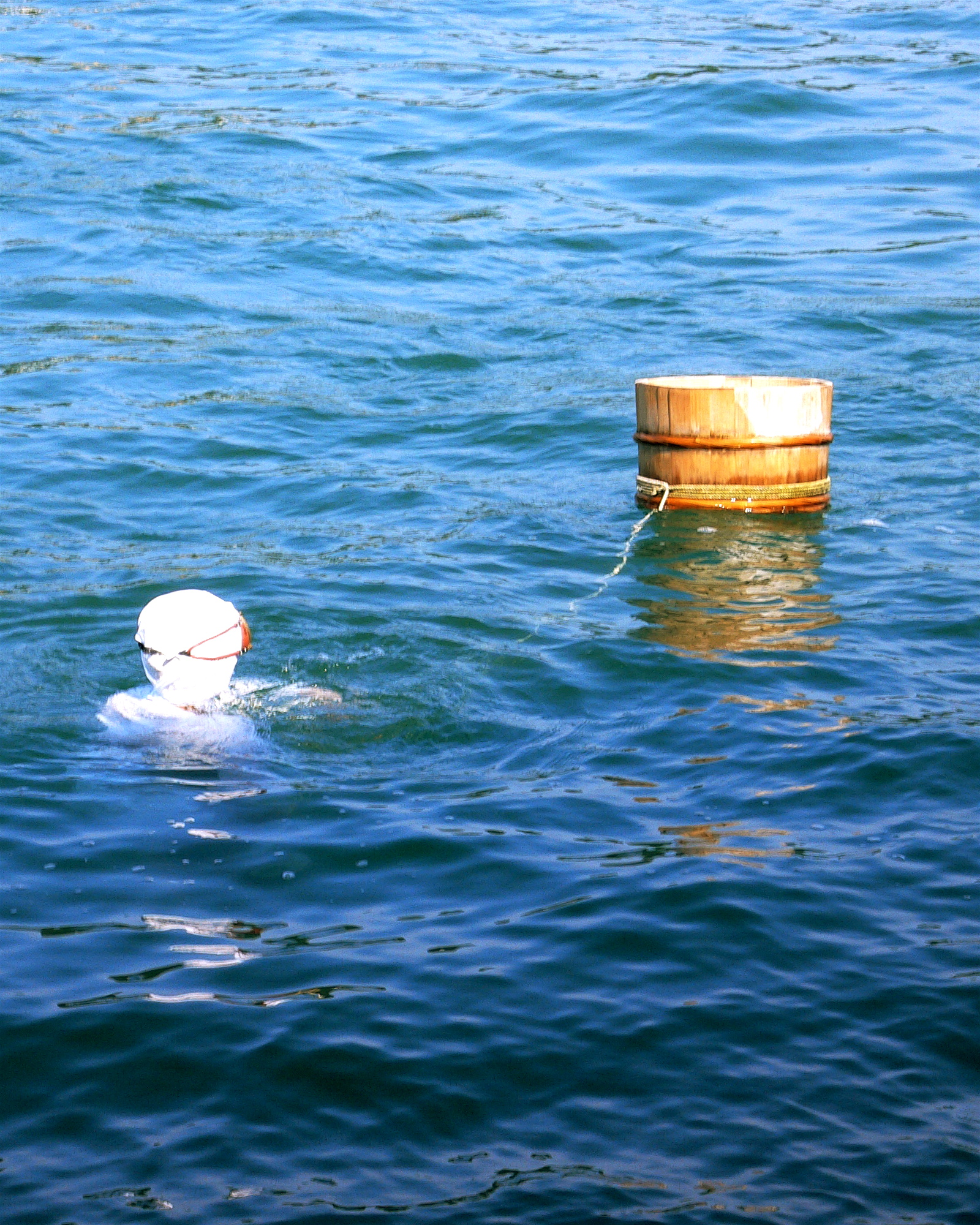
Ama beim Mikimoto Pearl Island 2005

Von der Aussichtsplattform aus können Besucher mehrmals am Tag verfolgen, wie japanische Ama auf ihren Tauchgängen Muscheln ernten. Die Vorführungen finden das ganze Jahr über unabhängig vom Wetter und den Außen- und Meerestemperaturen statt. Die Ama tauchen dabei in ihre weiße Berufskleidung gehüllt mit Tauchmaske, aber ohne andere Schutz- und Tauchausrüstung. Bei der Vorführung wird betont, dass dieser Beruf in Japan bis ins hohe Alter ausgeübt wird.

### Mikimoto Memorial Hall
Dem Leben und Wirken des Gründers der japanischen Perlenzucht Kokichi Mikimoto ist die Mikimoto Memorial Hall gewidmet. Darin wird nicht nur seinen Lebensweg dargestellt, sondern auch Einblick in die Meiji-Zeit (1968–1912) gewährt, in der er sein Unternehmen aufbaute und die Perlenzucht erfand.